# Harry Brown (film)
Pour les articles homonymes, voir Harry Brown et Brown.
Pour plus de détails, voir Fiche technique et Distribution.
Harry Brown est un film britannique réalisé par Daniel Barber et sorti en 2009.

## Synopsis
Ancien militaire, Harry Brown s'est marié et a eu une fille. Mais son enfant est décédé et son épouse est mourante. Il vit dans un quartier de Londres où des dealers et criminels ont élu refuge, semant la panique en s'attaquant aux habitants de façon violente. Quand sa femme meurt, sa seule compagnie est son ami Leonard. Mais quand Leonard est assassiné par un gang de dealers de drogue qui le harcelait, Harry décide de venger la mort de son ami en reprenant les armes. Pendant ce temps, l'inspecteur Alice Frampton, chargé de l'enquête sur le meurtre de Leonard, essaie de retrouver les meurtriers et de les mettre derrière les barreaux, cela par les moyens de la véritable justice. Mais son impuissance la frappera bientôt, comme elle découvrira peu à peu les actions d'Harry Brown…

## Fiche technique
- Titre : Harry Brown
- Réalisation : Daniel Barber
- Scénario : Gary Young
- Directeur de la photographie : Martin Ruhe
- Casting : Daniel Hubbard
- Direction artistique : Chris Lowe
- Décors : Kave Quinn
- Décoration de plateau : Gemma Ryan
- Costumes : Jane Petrie
- Montage : Joe Walker
- Musique : Ruth Barrett et Martin Phipps
- Pays :  Royaume-Uni
- Langue : anglais
- Production : Keith Bell, Matthew Brown, Kris Thykier et Matthew Vaughn
- Sociétés de production : Marv Films, UK Film Council, HanWay Films, Prescience Film Fund et Framestore Features
- Sociétés de distribution :  Lionsgate,  Samuel Goldwyn Films (en),  Surreal Distribution
- Budget : 7 300 000 $[1]
- Format : couleur – 35 mm – 2,35:1 — son Dolby Digital
- Genre : thriller, policier, drame
- Durée : 103 minutes
- Dates de sortie [2] :
  -  Canada : 12 septembre 2009 au Festival de Toronto, sortie limitée le 21 mai 2010
  -  Royaume-Uni : 11 novembre 2009
  -  États-Unis : 8 janvier 2010 au Festival international du film de Palm Springs, sortie limitée le 30 avril 2010
  -  France : 12 décembre 2010 au Festival de cinéma européen des Arcs, sortie nationale le 12 janvier 2011
- Classification :
  -  Classification CNC : interdit aux moins de 12 ans avec avertissement (visa d'exploitation n°128292 délivré le 17 décembre 2010)[3]

## Distribution
- Michael Caine (VF : Dominique Paturel)[4] : Harold « Harry » Brown
- Emily Mortimer (VF : Laurence Dourlens) : l'inspecteur Alice Frampton
- Charlie Creed-Miles (VF : Bruno Choël) : le sergent Terence « Terry » Hicock
- Ben Drew (VF : Emmanuel Garijo) : Noel Winters
- David Bradley (VF : Serge Bourrier) : Leonard « Len » Attwell
- Sean Harris (VF : Cédric Dumond) : Stretch
- Jack O'Connell (VF : François Créton) : Marky
- Jamie Downey (VF : Diouc Koma) : Carl
- Lee Oakes (en) : Dean Saunders
- Joseph Gilgun (VF : Emmanuel Karsen) : Kenneth « Kenny » Soames
- Liam Cunningham (VF : José Luccioni) : Sidney « Sid » Rourke
- Iain Glen (VF : Lionel Tua) : le superintendent Childs
- Klariza Clayton : Sharon « Shaz » Thompson

## Accueil

### Critique
Dès sa sortie en salles, Harry Brown a rencontré un accueil varié à positif de la part des critiques professionnelles des pays anglophones et françaises : 64 % des 121 commentaires collectés sur le site Rotten Tomatoes sont positives, pour une moyenne de 6⁄10, tandis que le site Metacritic lui attribue une moyenne de 55⁄100, pour 35 commentaires collectés. Le site AlloCiné, ayant recensé 19 commentaires, lui attribue une note moyenne de 2,7⁄5.

### Box-office
Harry Brown a rencontré un succès commercial modéré au box-office, totalisant 10 329 747 $ de recettes mondiales, dont 1 818 681 $ aux États-Unis . Au Royaume-Uni, le long-métrage a rapporté 6 649 562 $ de recettes après six semaines à l'affiche, étant ainsi le pays où il a le mieux marché en salles. En France, le film a réuni 55 609 spectateurs.

## Récompenses
- Empire Award du meilleur film britannique (2010)

## Autour du film
- Premier long-métrage du réalisateur Daniel Barber.
- Matthew Vaughn, producteur du film, est également le réalisateur des films Layer Cake, Stardust, le mystère de l'étoile et Kick-Ass.